# 李媛
李 媛（り えん、1968年11月27日 - ）は稲川素子事務所所属の女優。身長167cm・体重48kg。

## 出演作品

### 舞台
- 紅梅
- 尉藍世界
- 古扇疑踪

### 映画
- 越女哀歌
- ラブ・レター
- ブルースの掟
- 三匹の竜
- 海角七号 君想う、国境の南

### テレビ
- 嘘から始まる恋もある
- 特命リサーチ200X
- デパート!夏物語　王綺莉役
- デパート!秋物語　〃

### CM
- 富士通